# Provveditore
Il titolo di provveditore  è attribuito a funzionari con competenze diverse, tutti titolari d'un ufficio detto provveditorato.

## Storia
In passato il titolo, particolarmente utilizzato nella Repubblica di Venezia, era attribuito ad alti funzionari pubblici preposti ad una circoscrizione territoriale (ad esempio, una provincia) o ad un importante ufficio amministrativo. Era detto provveditore anche chi aveva la responsabilità degli approvvigionamenti di un corpo militare o di una città.

### Italia
Nella pubblica amministrazione italiana la denominazione di provveditore e provveditorato è stata ed è attribuita ad organi ed uffici con funzioni diverse.

#### Provveditorato agli studi
I provveditorati agli studi sono stati uffici periferici del Ministero della pubblica istruzione, dal quale dipendevano gli insegnanti di scuola secondaria, elementare e scuola d'infanzia, gli ispettori, i presidi e i direttori didattici.
Furono istituiti dalla legge 13 novembre 1859, n. 3725 (nota come legge Casati) con competenza provinciale, vennero poi ridotti a 19 con competenza regionale dalla riforma Gentile, per ritornare nuovamente alla competenza provinciale nel 1936.
Con l'art. 6 del DPR 6 novembre 2000, n. 347 i provveditorati agli studi sono stati soppressi e le loro competenze, notevolmente ridimensionate a seguito dell'autonomia delle istituzioni scolastiche, trasferite agli uffici scolastici regionali, che si articolano a livello provinciale in "centri servizi amministrativi" (CSA), ridenominati "uffici scolastici provinciali" (USP) dal 2006 e "uffici con competenza per ambiti territoriali" (AT) dal 2010.

#### Provveditorato alle opere pubbliche
Il provveditorato regionale (o interregionale) alle opere pubbliche è un ufficio periferico del Ministero delle infrastrutture e dei trasporti, istituito con il d.l. 16 del 18 gennaio 1945, n. 16, al quale è demandata la gestione tecnica, amministrativa ed economica dei lavori, delle forniture e dei servizi attribuiti alla competenza del ministero secondo le leggi ed i regolamenti vigenti.
Il provveditore regionale (o interregionale) alle opere pubbliche, preposto all'ufficio, è un dirigente generale.

#### Provveditorato dell'amministrazione penitenziaria
Il provveditorato regionale dell'amministrazione penitenziaria è un ufficio periferico del Ministero della giustizia, dipendente dal Dipartimento dell'amministrazione penitenziaria, operante nel settore degli istituti e servizi per adulti, in materia di personale, organizzazione dei servizi e degli istituti, detenuti ed internati, area penale esterna e nei rapporti con gli enti locali, le regioni ed il servizio sanitario nazionale.  Il provveditore regionale dell'amministrazione penitenziaria, preposto all'ufficio, è un dirigente generale.

#### Provveditorato generale dello Stato e uffici analoghi
Il provveditorato generale dello Stato (PGS) fu istituito nel 1923 in sostituzione dell'Economato generale creato nel 1870 da Quintino Sella, ed era competente per l'acquisto di beni e servizi per il funzionamento delle amministrazioni statali. È stato soppresso nel 2001. Le sue funzioni sono ora svolte in larghissima parte dalla Consip S.p.A., il cui unico azionista è il Ministero dell'economia e delle finanze.
In vari enti pubblici è detto "provveditorato" l'ufficio competente per l'acquisto di beni e servizi per il funzionamento dell'ente, sebbene il funzionario ad esso preposto non porti il titolo di provveditore.